# Rząd reakcji chemicznej
Rząd reakcji (rzędowość reakcji) – suma wykładników potęg w równaniu kinetycznym reakcji chemicznej w postaci jednomianu potęgowego.
Tak zdefiniowany rząd reakcji bywa określany jako zewnętrzny rząd reakcji dla odróżnienia od rzędu względnego, określanego dla jednego substratu i będącego wartością pojedynczego wykładnika, występującego w równaniu kinetycznym dla stężenia danego substratu. Rozróżnia się rząd względny:
- zewnętrzny – występujący w ostatecznym równaniu kinetycznym
- wewnętrzny – występujący w równaniu jednej z reakcji elementarnych, z których w rzeczywistości składa się analizowana reakcja.

Dla równania kinetycznego:
V = k[A]n[B]m[C]p[D]q...
gdzie: 
V - szybkość reakcji
k – stała szybkości reakcji
[A], [B], [C], [D] ... – stężenia molowe
rząd reakcji wynosi: n + m + p + q + ...
Natomiast rząd reakcji względem składnika A wynosi n, względem składnika B wynosi m itd.
Jeżeli wartość współczynników stechiometrycznych w równaniu reakcji chemicznej pokrywa się z wykładnikami potęg w równaniu kinetycznym (w postaci jednomianu potęgowego), to reakcję tę opisuje kinetyka elementarna.
Rząd reakcji, podobnie jak równanie kinetyczne, jest wartością empiryczną i obowiązuje tylko dla konkretnych warunków, w których został ustalony. Może być liczbą całkowitą, dodatnią lub ujemną (często 1 lub 2, maksymalnie 3), liczbą ułamkową lub mieć wartość 0. Dla niektórych reakcji nie da się ułożyć równania kinetycznego w formie jednomianu (np. H2 + Br2 → 2HBr); w takich przypadkach nie można też określić rzędu reakcji.
Przykłady
r = k[A]0 = k – reakcja zerowego rzędu
r = k[A]1 = k[A] – reakcja pierwszego rzędu
r = k[A]2 – reakcja drugiego rzędu
r = k[A][B] – reakcja drugiego rzędu; pierwszego względem składnika A i pierwszego względem składnika B
r = k[A]1,5 – reakcja rzędu ułamkowego (postać równania kinetycznego sugeruje złożony mechanizm).
Rząd reakcji wyznacza się poprzez dopasowanie danych kinetycznych do równań kinetycznych. Zazwyczaj wymaga to wykreślenia zależności stężenia wszystkich substratów od czasu reakcji, a następnie dobrania do tak otrzymanych krzywych odpowiednich równań, zwykłymi metodami statystycznymi. Ustalenie rzędów wewnętrznych jest znacznie trudniejsze i wymaga stosowania wielu złożonych technik (np: znakowania izotopami), ale jest często konieczne do pełnego zbadania mechanizmu danej reakcji.